# Clemens Thaer

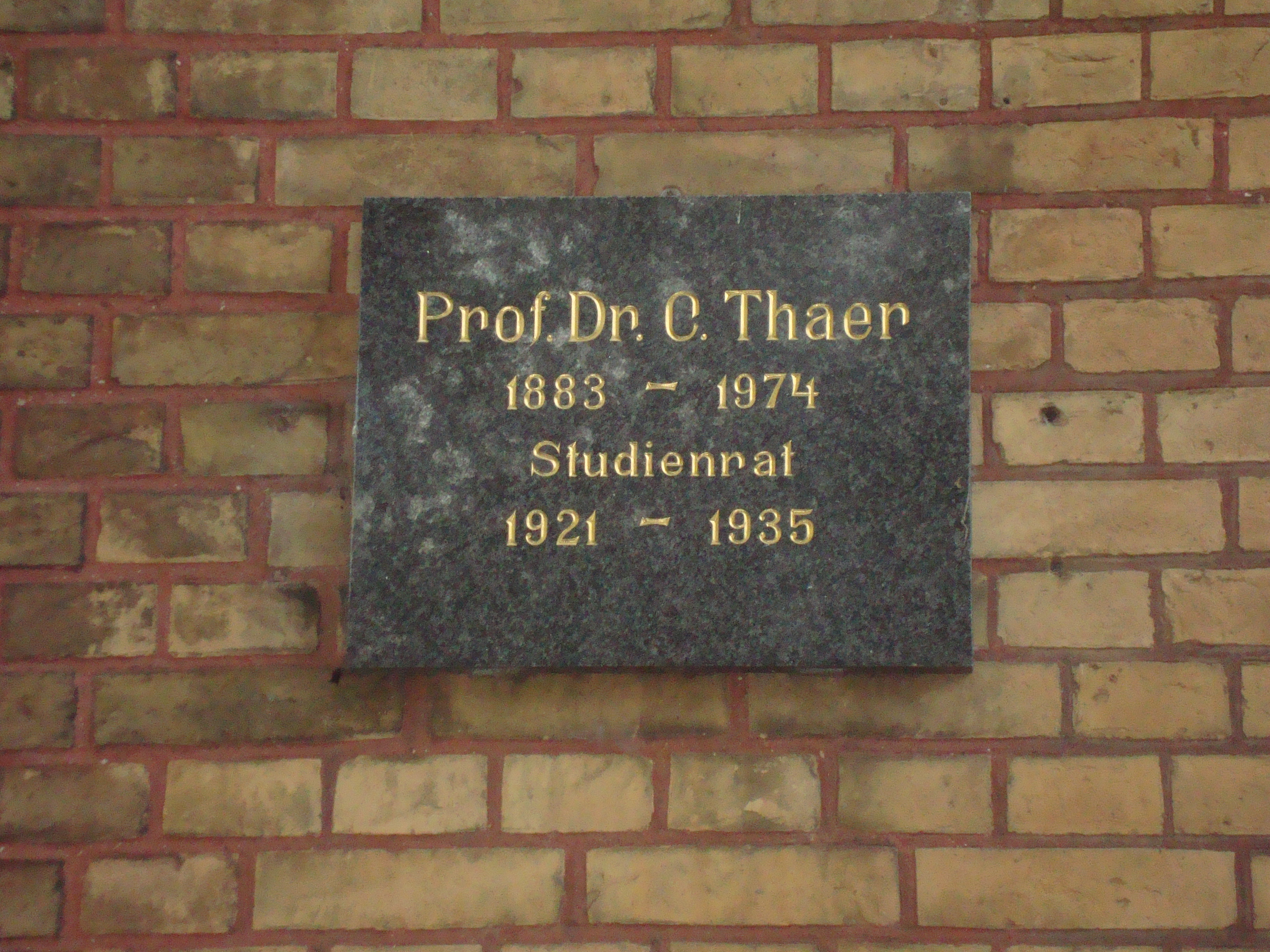
Gedenktafel für Clemens Thaer am Friedrich-Ludwig-Jahn-Gymnasium in Greifswald

Clemens Adolf Thaer (* 8. Dezember 1883 in Berlin; † 2. Januar 1974 in Detmold) war ein deutscher Mathematikhistoriker, Hochschullehrer und Gymnasiallehrer. Von 1919 bis 1921 war er Abgeordneter der Preußischen Landesversammlung. Er leistete nach der Machtergreifung 1933 Widerstand gegen die Ausgrenzung von Juden und Andersdenkenden.

## Jugend und Studium
Thaer wurde als zweitältestes von fünf Kindern der Eheleute Albrecht Wilhelm Thaer (1855–1921) und Emilie, geb. Fuhr (1857–1918) in Berlin geboren. Sein Ururgroßvater war Albrecht Daniel Thaer. Die Schulzeit verbrachte Thaer in Berlin, Halle (Saale) und Hamburg. Sein Vater war in Hamburg Mathematiklehrer und Direktor der Oberrealschule Holstentor. Clemens Thaer besuchte in Hamburg das Wilhelm-Gymnasium, wo er zu Michaelis 1901 das Reifezeugnis erhielt.
Er begann mit dem Studium der Mathematik und Physik an der Universität in Gießen. Dort wurde der Mathematiker und damalige Rektor Moritz Pasch auf ihn aufmerksam. Sie fingen an, zusammenzuarbeiten, und erstellten ein Lehrbuch über Analysis. Während seines Studiums wurde er in Gießen 1901/02 Mitglied der Studentenverbindung Akademische Gesellschaft Das Kloster. Im Herbst 1906 bestand Thaer sein Doktorexamen, 1907 folgte eine Anstellung als wissenschaftlicher Assistent an der Universität in Jena. Dort habilitierte er sich 1909 mit einer Arbeit zur Gleichungstheorie von Galois (Algebra).

## Professor und Lehrer
1913 wurde er Dozent an der Universität in Greifswald. Er meldete sich 1916 als Kriegsfreiwilliger, wurde aus gesundheitlichen Gründen aber bald zurückgestellt. Während des Krieges wurde er zum Professor ernannt.
Nach dem Krieg kandidierte er als Mitglied der Deutschen Volkspartei (DVP) und wurde am 26. Januar 1919 in die bis 1921 tagende verfassungsgebende preußische Landesversammlung, den Vorläufer des Preußischen Landtags, gewählt. 1920 erfolgte der von ihm gewünschte Wechsel von der Universitätslaufbahn in den Schuldienst. Neben seiner Tätigkeit als Abgeordneter trat er als Referendar in ein Berliner Gymnasium ein und legte dort im September 1920 die Assessorprüfung ab. Später wurde er als Studienrat am heutigen Friedrich-Ludwig-Jahn-Gymnasium in Greifswald angestellt. Der Lehrerberuf (Mathematik, Chemie und Astronomie) erfüllte ihn. Er hielt aber auch weiterhin Vorlesungen an der Greifswalder Universität.
1931 begann er mit der Übersetzung des Werkes „Die Elemente von Euklid“, für die (und weitergehende Forschungen) er auch die arabische Sprache erlernte und die ihn 9 Jahre beschäftigen sollte. Sie wurde in fünf Bänden der Reihe „Ostwalds Klassiker der exakten Wissenschaften“ verlegt.

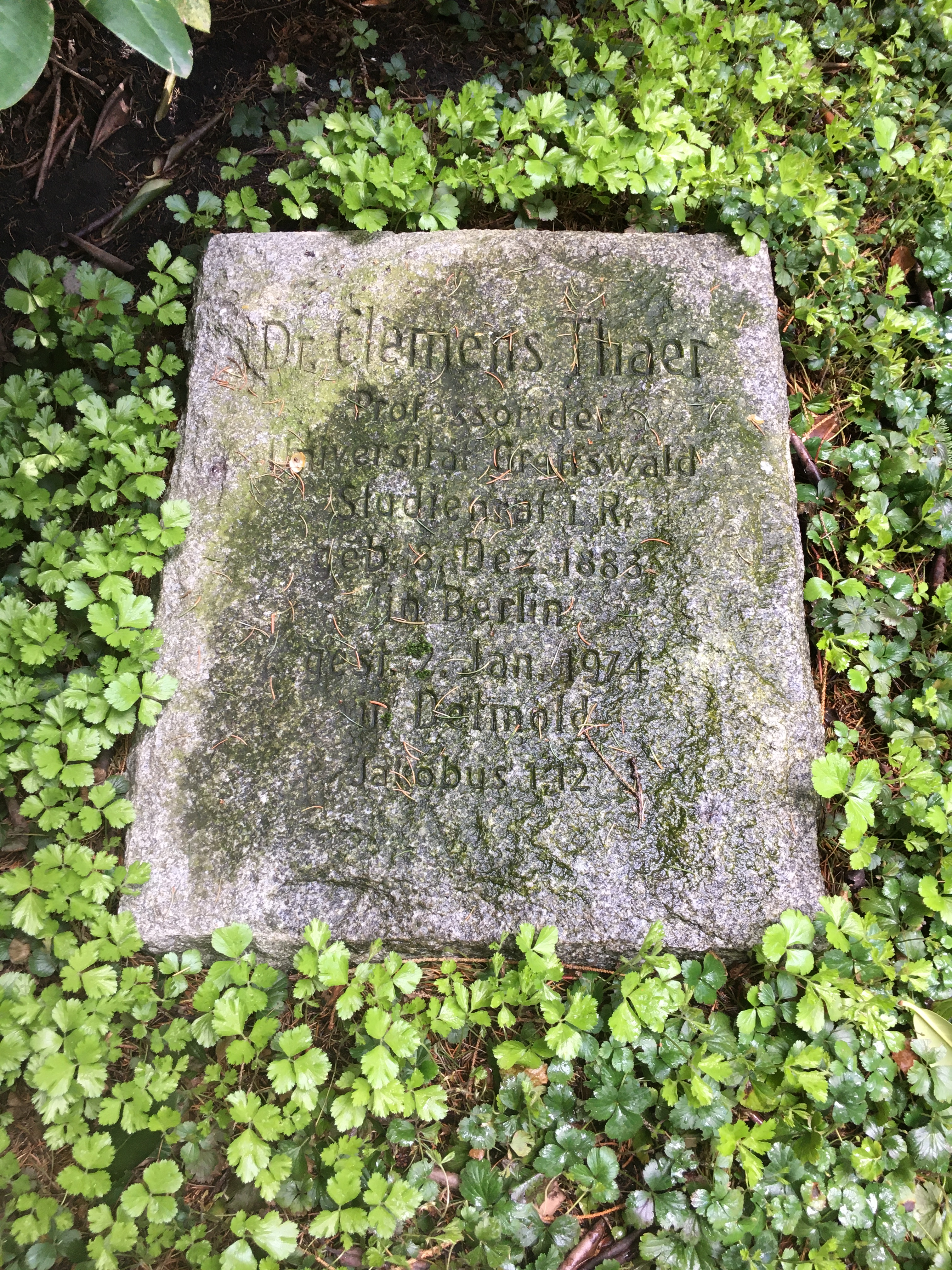
Kissenstein in der Familiengrabstätte auf dem Friedhof Ohlsdorf

Nach der Machtergreifung durch die Nationalsozialisten bekam er wegen seiner ablehnenden Haltung gegenüber der NSDAP zunehmend Probleme im Schuldienst. Er verweigerte den Eintritt in den NS-Lehrerbund, setzte sich öffentlich für Juden ein und unterstützte den Schuldirektor Karl Friedrich Wilhelm Schmidt (1873–1951), der 1935 wegen seiner Haltung gegenüber der Hitlerjugend versetzt und dann entlassen wurde. Als Folge wurde auch Thaer zum 1. November 1935 an die Domschule in Cammin (Hinterpommern) strafversetzt. Bereits ab dem 1. Februar 1936 wurde er der Aufbauschule für Jungen in Cammin zugeteilt. Im Juli 1936 veranlasste der Reichsminister für Wissenschaft, Erziehung und Volksbildung Bernhard Rust die endgültige Streichung Thaers aus dem Vorlesungsverzeichnis der Universität. Damit endete seine 22-jährige Lehrtätigkeit an der Greifswalder Universität.
1939 musste er als 56-Jähriger aus dem staatlichen Schuldienst ausscheiden, selbst für die Erteilung von Nachhilfestunden in Mathematik erhielt er keine Erlaubnis. Von 1940 bis 1945 unterrichtete er an der Hermann-Lietz-Schule Spiekeroog Mathematik, Chemie und Latein. Danach war er noch einmal für fünf Jahre in Hohenwerda als Lehrer tätig. Auch veröffentlichte er zahlreiche wissenschaftliche Arbeiten.
Thaer starb 1974 in Detmold und wurde auf dem Hamburger Friedhof Ohlsdorf in der Familiengrabstätte beigesetzt. Sie liegt im Planquadrat V 32 nördlich von Kapelle 10. Die Greifswalder Friedrich-Ludwig-Jahn-Schule gedachte seiner langjährigen Tätigkeit mit einer Gedenktafel. Außerdem wird in der Schule der „Clemens-Thaer-Preis“ für das beste Mathematik-Abitur verliehen.

## Familie
1911 heiratete Thaer in Gießen Gertrud Pasch (1882–1929), die Tochter seines Gießener Hochschullehrers. Aus der Ehe gingen zwei Söhne und eine Tochter hervor. Nach dem Tod seiner Frau heiratete er 1929 in Greifswald Elfriede Anna Medenwald (1892–1980). 1931 gebar sie einen Sohn.

## Schriften
- Über Invarianten, die symmetrischen Eigenschaften eines Punktsystems entsprechen, Promotionsschrift, B. G. Teubner, Leipzig 1906
- Moritz Pasch, Grundlagen der Analysis. Ausgearbeitet unter Mitwirkung von Clemens Thaer, Teubner, Leipzig 1909
- Eine Ausdehnung der Galoisschen Theorie auf algebraische Gleichungen mit mehrfachen Wurzeln, Habilitationsschrift, B. G. Teubner, Leipzig 1909
- Euklid, Die Elemente, Clemens Thaer (Hrsg. und Übs.), Teil 1 (Buch I-III), Teil 2 (Buch IV-VI), Teil 3 (Buch VII-IX), Teil 4 (Buch X), Teil 5 (Buch XI), Teil 6 (Buch XII-XIII), in: Ostwalds Klassiker der exakten Wissenschaften, Band 235 ff., Akademische Verlagsgesellschaft, Leipzig 1933, 1935, 1936 und 1937